# 印度白头鸫鹛
印度白头鸫鹛（学名：Turdoides affinis），是画眉科鸫鹛属的一种，分布于印度和斯里兰卡。该物种的保护状况被评为无危。
印度白头鸫鹛的栖息地包括种植园、干燥的稀树草原、乡村花园和亚热带或热带的（低地）干燥疏灌丛。